# Oranje aaskever
De oranje aaskever of stinkzwamaaskever (Oiceoptoma thoracicum) is een kever uit de familie aaskevers (Silphidae). De wetenschappelijke naam van de soort werd in 1758 als Silpha thoracica gepubliceerd door Carl Linnaeus. Het is de enige soort die van dit geslacht in Nederland voorkomt.

## Kenmerken
De kevers hebben een lengte van ongeveer 1,5 centimeter, de geribde, reliëfvormige dekschilden zijn donkerbruin tot zwart. Het halsschild is lichter bruin tot oranje, en steekt sterk af tegen de donkere dekschilden en kop. De tasters eindigen in een waaiervormige knop. Het lichaam is ovaal. De poten kunnen volledig worden teruggetrokken onder het schild.

## Leefwijze
De oranje aaskever leeft niet alleen van aas, maar ook van mest, rottend plantaardig materiaal, en ook paddenstoelen als de grote stinkzwam worden gegeten, waardoor de sporen worden verspreid.

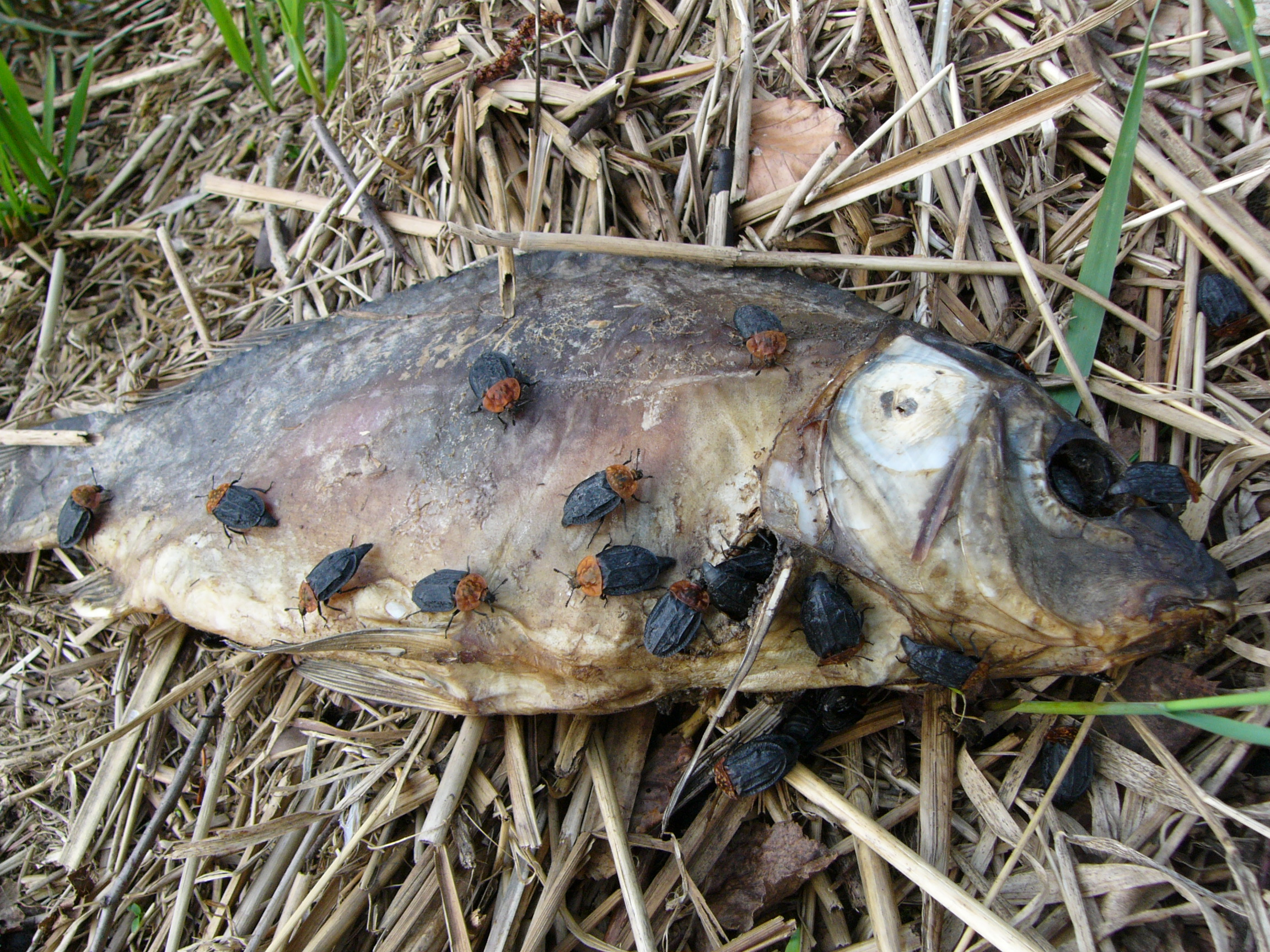
Groep oranje aaskevers op een dode karper